# Falcon Futebol Clube
El Falcon Futebol Clube es un equipo de fútbol de Brasil que jugó en el Campeonato Brasileño de Serie D, la cuarta división nacional; y juga en el campeonato Sergipano, la primera división del Estado de Sergipe.

## Historia
Fue fundado el 23 de noviembre de 2020 en el municipio de Barra dos Coqueiros en el estado de Sergipe como equipo de la segunda categoría estatal. En ese mismo año logra el ascenso al Campeonato Sergipano.
En 2022 es subcampeón del estado y consigue la clasificación al Campeonato Brasileño de Serie D y a la Copa de Brasil por primera vez el su historia.

## Palmarés
- Campeonato Sergipano Série A2 (1): 2021